# 500 kilomètres d'Imola FIA GT 2004
Les 500 kilomètres d'Imola 2004 FIA GT, disputées le 5 septembre 2004 sur le circuit d'Imola, sont la huitième manche du championnat FIA GT 2004.

## Course

### Classement de la course
| Pos.   | Catégorie | N° | Écurie                                       | Pilotes                                              | Châssis                     | Pneus | Tours/Abandon |
| Pos.   | Catégorie | N° | Écurie                                       | Pilotes                                              | Moteur                      | Pneus | Tours/Abandon |
| ------ | --------- | -- | -------------------------------------------- | ---------------------------------------------------- | --------------------------- | ----- | ------------- |
| 1      | GT        | 5  | Vitaphone Racing Team Konrad Motorsport      | Michael Bartels Uwe Alzen                            | Saleen S7-R                 | P     | 97            |
| 1      | GT        | 5  | Vitaphone Racing Team Konrad Motorsport      | Michael Bartels Uwe Alzen                            | Ford 7.0L V8                | P     | 97            |
| 2      | GT        | 33 | AF Corse                                     | Andrea Bertolini Mika Salo                           | Maserati MC12 GT1           | P     | 97            |
| 2      | GT        | 33 | AF Corse                                     | Andrea Bertolini Mika Salo                           | Maserati 6.0L V12           | P     | 97            |
| 3      | GT        | 34 | AF Corse                                     | Fabrizio de Simone Johnny Herbert                    | Maserati MC12 GT1           | P     | 97            |
| 3      | GT        | 34 | AF Corse                                     | Fabrizio de Simone Johnny Herbert                    | Maserati 6.0L V12           | P     | 97            |
| 4      | GT        | 2  | BMS Scuderia Italia                          | Fabrizio Gollin Luca Cappellari                      | Ferrari 550 GTS Maranello   | M     | 96            |
| 4      | GT        | 2  | BMS Scuderia Italia                          | Fabrizio Gollin Luca Cappellari                      | Ferrari 5.9L V12            | M     | 96            |
| 5      | GT        | 3  | Care Racing Developments BMS Scuderia Italia | Stefano Livio Enzo Calderari Lilian Bryner           | Ferrari 550 GTS Maranello   | M     | 96            |
| 5      | GT        | 3  | Care Racing Developments BMS Scuderia Italia | Stefano Livio Enzo Calderari Lilian Bryner           | Ferrari 5.9L V12            | M     | 96            |
| 6      | GT        | 1  | BMS Scuderia Italia                          | Matteo Bobbi Gabriele Gardel                         | Ferrari 550 GTS Maranello   | M     | 95            |
| 6      | GT        | 1  | BMS Scuderia Italia                          | Matteo Bobbi Gabriele Gardel                         | Ferrari 5.9L V12            | M     | 95            |
| 7      | GT        | 11 | G.P.C. Giesse Squadra Corse                  | Philipp Peter Fabio Babini                           | Ferrari 575 GTC             | P     | 95            |
| 7      | GT        | 11 | G.P.C. Giesse Squadra Corse                  | Philipp Peter Fabio Babini                           | Ferrari 6.0L V12            | P     | 95            |
| 8      | GT        | 13 | G.P.C. Giesse Squadra Corse                  | Emanuele Naspetti Gianni Morbidelli                  | Ferrari 575 GTC             | P     | 95            |
| 8      | GT        | 13 | G.P.C. Giesse Squadra Corse                  | Emanuele Naspetti Gianni Morbidelli                  | Ferrari 6.0L V12            | P     | 95            |
| 9      | N-GT      | 99 | Freisinger Motorsport                        | Lucas Luhr Sascha Maassen                            | Porsche 911 GT3 RSR (996)   | M     | 94            |
| 9      | N-GT      | 99 | Freisinger Motorsport                        | Lucas Luhr Sascha Maassen                            | Porsche 3.6L Flat-6         | M     | 94            |
| 10     | GT        | 17 | JMB Racing                                   | Karl Wendlinger Jaime Melo                           | Ferrari 575 GTC             | M     | 94            |
| 10     | GT        | 17 | JMB Racing                                   | Karl Wendlinger Jaime Melo                           | Ferrari 6.0L V12            | M     | 94            |
| 11     | N-GT      | 50 | Yukos Freisinger Motorsport                  | Emmanuel Collard Stéphane Ortelli                    | Porsche 911 GT3 RSR (996)   | M     | 93            |
| 11     | N-GT      | 50 | Yukos Freisinger Motorsport                  | Emmanuel Collard Stéphane Ortelli                    | Porsche 3.6L Flat-6         | M     | 93            |
| 12     | N-GT      | 77 | Yukos Freisinger Motorsport                  | Jörg Bergmeister Alexei Vasilyev                     | Porsche 911 GT3 RSR (996)   | M     | 92            |
| 12     | N-GT      | 77 | Yukos Freisinger Motorsport                  | Jörg Bergmeister Alexei Vasilyev                     | Porsche 3.6L Flat-6         | M     | 92            |
| 13     | GT        | 7  | Ray Mallock Ltd.                             | Mike Newton Thomas Erdos                             | Saleen S7-R                 | D     | 92            |
| 13     | GT        | 7  | Ray Mallock Ltd.                             | Mike Newton Thomas Erdos                             | Ford 7.0L V8                | D     | 92            |
| 14     | N-GT      | 87 | Mik Corse                                    | Alessandro Piccolo Giovanni Berton                   | Ferrari 360 Modena GTC      | P     | 90            |
| 14     | N-GT      | 87 | Mik Corse                                    | Alessandro Piccolo Giovanni Berton                   | Ferrari 3.6L V8             | P     | 90            |
| 15     | GT        | 19 | JMB                                          | Matteo Malucelli Antoine Gosse Peter Kutemann        | Ferrari 575 GTC             | M     | 90            |
| 15     | GT        | 19 | JMB                                          | Matteo Malucelli Antoine Gosse Peter Kutemann        | Ferrari 6.0L V12            | M     | 90            |
| 16     | N-GT      | 59 | Jens Petersen Racing                         | Jens Petersen Oliver Mathai Jan-Dirk Lueders         | Porsche 911 GT3 RS (996)    | M     | 89            |
| 16     | N-GT      | 59 | Jens Petersen Racing                         | Jens Petersen Oliver Mathai Jan-Dirk Lueders         | Porsche 3.6L Flat-6         | M     | 89            |
| 17     | GT        | 28 | Graham Nash Motorsport                       | Paolo Ruberti Gabriele Lancieri Luca Pirri-Ardizzone | Saleen S7-R                 | D     | 88            |
| 17     | GT        | 28 | Graham Nash Motorsport                       | Paolo Ruberti Gabriele Lancieri Luca Pirri-Ardizzone | Ford 7.0L V8                | D     | 88            |
| 18     | N-GT      | 56 | AB Motorsport                                | Antonio De Castro Renato Premoli Bruno Barbaro       | Porsche 911 GT3 RS (996)    | D     | 88            |
| 18     | N-GT      | 56 | AB Motorsport                                | Antonio De Castro Renato Premoli Bruno Barbaro       | Porsche 3.6L Flat-6         | D     | 88            |
| 19     | GT        | 18 | JMB Racing                                   | Chris Buncombe Bert Longin Sergei Zlobin             | Ferrari 575 GTC             | M     | 88            |
| 19     | GT        | 18 | JMB Racing                                   | Chris Buncombe Bert Longin Sergei Zlobin             | Ferrari 6.0L V12            | M     | 88            |
| 20     | N-GT      | 69 | Proton Competition                           | Gerold Ried Christian Ried                           | Porsche 911 GT3 RS (996)    | D     | 87            |
| 20     | N-GT      | 69 | Proton Competition                           | Gerold Ried Christian Ried                           | Porsche 3.6L Flat-6         | D     | 87            |
| 21     | GT        | 24 | DAMS                                         | Andrea Piccini Jean-Denis Delétraz                   | Lamborghini Murciélago R-GT | M     | 86            |
| 21     | GT        | 24 | DAMS                                         | Andrea Piccini Jean-Denis Delétraz                   | Lamborghini 6.0L V12        | M     | 86            |
| 22     | N-GT      | 57 | Vonka Racing                                 | Jan Vonka Marco Panzavuota Massimiliano Degiovanni   | Porsche 911 GT3 R (996)     | P     | 84            |
| 22     | N-GT      | 57 | Vonka Racing                                 | Jan Vonka Marco Panzavuota Massimiliano Degiovanni   | Porsche 3.6L Flat-6         | P     | 84            |
| 23     | GT        | 10 | Zwaans GTR Racing Team                       | Christophe Bouchut Stéphane Lemeret Val Hillebrand   | Chrysler Viper GTS-R        | D     | 77            |
| 23     | GT        | 10 | Zwaans GTR Racing Team                       | Christophe Bouchut Stéphane Lemeret Val Hillebrand   | Chrysler 8.0L V10           | D     | 77            |
| 24     | N-GT      | 73 | Cirtek Motorsport                            | Adam Jones Nikolai Fomenko                           | Porsche 911 GT3 RS (996)    | D     | 70            |
| 24     | N-GT      | 73 | Cirtek Motorsport                            | Adam Jones Nikolai Fomenko                           | Porsche 3.6L Flat-6         | D     | 70            |
| 25 DNF | GT        | 35 | Scuderia Veregra                             | Base Up Valerio Scarsellati Angelo Lancelotti        | Chrysler Viper GTS-R        | P     | 45            |
| 25 DNF | GT        | 35 | Scuderia Veregra                             | Base Up Valerio Scarsellati Angelo Lancelotti        | Chrysler 8.0L V10           | P     | 45            |
| 26 DNF | GT        | 4  | Konrad Motorsport                            | Franz Konrad Walter Lechner, Jr. Toni Seiler         | Saleen S7-R                 | P     | 44            |
| 26 DNF | GT        | 4  | Konrad Motorsport                            | Franz Konrad Walter Lechner, Jr. Toni Seiler         | Ford 7.0L V8                | P     | 44            |
| 27 DNF | GT        | 26 | DAMS                                         | Beppe Gabbiani Filipe Ortiz                          | Lamborghini Murciélago R-GT | M     | 39            |
| 27 DNF | GT        | 26 | DAMS                                         | Beppe Gabbiani Filipe Ortiz                          | Lamborghini 6.0L V12        | M     | 39            |
| 28 DNF | GT        | 8  | Ray Mallock Ltd.                             | Chris Goodwin Miguel Ramos                           | Saleen S7-R                 | D     | 0             |
| 28 DNF | GT        | 8  | Ray Mallock Ltd.                             | Chris Goodwin Miguel Ramos                           | Ford 7.0L V8                | D     | 0             |
| 29 DNF | GT        | 27 | Creation Autosportif                         | Jamie Campbell-Walter Jamie Derbyshire               | Lister Storm                | D     | 0             |
| 29 DNF | GT        | 27 | Creation Autosportif                         | Jamie Campbell-Walter Jamie Derbyshire               | Jaguar 7.0L V12             | D     | 0             |
| DSQ    | N-GT      | 62 | G.P.C. Giesse Squadra Corse                  | Iradj Alexander Christian Pescatori                  | Ferrari 360 Modena GTC      | P     | 94            |
| DSQ    | N-GT      | 62 | G.P.C. Giesse Squadra Corse                  | Iradj Alexander Christian Pescatori                  | Ferrari 3.6L V8             | P     | 94            |
| DNS    | N-GT      | 89 | Scuderia Veregra                             | Roberto Castagna Bepo Orlandi                        | Porsche 911 GT3 RS (996)    | ?     | –             |
| DNS    | N-GT      | 89 | Scuderia Veregra                             | Roberto Castagna Bepo Orlandi                        | Porsche 3.6L Flat-6         | ?     | –             |